# Croker Island (Northern Territory)
Croker Island ist eine Insel in der Arafurasee vor der Küste des Northern Territory in Australien, 200 km nordöstlich von Darwin. Sie wird im Westen von der Cobourg Peninsula durch die Bowen Strait getrennt, welche an ihrer engsten Stelle 2,5 km breit ist und 8,5 km lang ist. Im Norden und Osten liegt die Arafurasee, im Süden und Südosten liegt die Mountnorris Bay. Croker Island misst 43 km von Point David (im Süden, auch Inngirnatj) zum Cape Croker (im Norden), bis zu 15 km Breite, mit einer Landfläche von 331,5 km². Der höchste Punkt der Insel erreicht lediglich 15 m über Meeresniveau.  Die einzige nennenswerte Siedlung auf Croker Island ist die Aboriginal-Gemeinde von Minjilang, an der Mission Bay an der Ostküste gelegen. 